# Candelo
Candelo (piemontiul: Candèj) település Olaszországban, Piemont régióban, Biella megyében. Lakosainak száma 7228 fő (2023. január 1.). Candelo Benna, Biella, Cossato, Gaglianico, Valdengo, Verrone és Vigliano Biellese községekkel határos.

## Népesség
A település népessége az elmúlt években az alábbi módon változott:

| 2018 | 7 548 |
| 2023 | 7 228 |